# Marsypophora erycinoides
Marsypophora erycinoides là một loài bướm đêm thuộc phân họ Arctiinae, họ Erebidae.